# Канини, Анджело
Анджело Канини (итал. Angelo Canini, лат. Angelus Caninius Anglarensis; 1521[…], Ангьяри, Тоскана — 1557, Овернь) — итальянский учёный-грамматик XVI века, филолог.

## Биография
Родился в 1521 году в городе Ангиари (Тоскана), отчего и прозван Anglarensis. 
С юности изучал латынь, греческий, восточные языки. Преподавал в Венеции, Падуе, Болонье и Риме
Первыми трудами стали перевод книг «De anima» («О душе») и «De mixtione» Александра Афродисийского, опубликованные в 1546 году в Венеции, а также комментарий Симплиция к «Руководству Эпиктета» философа Эпиктета.
В 1548 году в Венеции опубликовал труд «Aristophanis comoediae undecim, multis metris corruptis mendisque plurimis purgatae».
Из Италии переехал в Испанию, где прожил около 5 лет, занимаясь преподаванием. Посещал Францию.
В 1554 году в Париже опубликовал работу по грамматике восточных языков «Institutiones linguae syriacae, assyriacae atque thalmudicae, una cum aethyopicae atque arabicae collatione».
В 1555 году опубликовал работу по грамматике греческого языка «Ελληνισμός» («Эллинизм»).
Умер в 1557 году в Оверни.

## Работы
- «De anima» («О душе») (перевод, 1546)
- «De mixtione» (перевод)
- «Aristophanis comoediae undecim, multis metris corruptis mendisque plurimis purgatae» (1548)
- «Institutiones linguae Syriacae, Assyricae, atque Thalmudicae, una cum Aethiopicae atque Arabicae collatione etc.» (Париж, 1554)
- «Angeli Caninii Anglarensis Ελληνισμός» (Париж, 1555).